# Christoph Moritz
Christoph Moritz (sinh ngày 27 tháng 1 năm 1990) là một cầu thủ bóng đá người Đức hiện chơi cho Hamburger SV.

## Sự nghiệp
Mortiz bắt đầu sự nghiệp chơi bóng vào năm 4 tuổi khi gia nhập đội trẻ FC Viktoria 08 Arnoldsweiler. Anh ở đó trong 12 năm trước khi chuyển về Alemannia Aachen. Sau 3 năm cùng đội trẻ và đội dự bị, anh gia nhập Schalke 04 vào tháng 7 năm 2009, nơi anh bắt đầu chơi bóng chuyên nghiệp. Trận đấu chuyên nghiệp đầu tiên của Mortiz là ở Bundesliga vào ngày 8 tháng 8 năm 2009 gặp 1. FC Nuremberg và ghi bàn đầu tiên vào ngày 16 tháng 8 năm 2009. Moritz ký bản hợp đồng chuyên nghiệp đầu tiên vào ngày 18 tháng 1 năm 2010 cùng Schalke 04. Bản hợp đồng có thời hạn tới 30 tháng 6 năm 2013.

## Danh hiệu
- 2007: Mittelrheinpokalsieger